# Marisa Arrúe
Marisa Arrúe Bergareche (Buenos Aires, 27 de junio de 1949) es una política española de origen argentino, perteneciente al Partido Popular. Fue diputada al Congreso por Vizcaya entre 2000 y 2008. Desde 1991 es concejala de la oposición en el ayuntamiento de Guecho. 